# Was wir vergessen
Was wir vergessen (Originaltitel: すべて忘れてしまうから) ist eine japanische Fernsehserie, basierend auf dem Essay Subete Wasurete Shimau Kara des japanischen Schriftstellers Moegara. In Japan fand die Premiere der Serie am 14. September 2022 als Original durch Disney+ via Star statt. Im deutschsprachigen Raum erfolgte die Erstveröffentlichung der Serie am 14. Dezember 2022 durch Disney+ via Star.

## Handlung
„M“ ist Krimiautor und führt seit 5 Jahren eine Beziehung mit „F“. Nachdem es zu einem Streit zwischen den beiden gekommen ist, herrscht für längere Zeit Funkstille zwischen ihnen. Doch eines Tages sucht ihn eine Frau auf, die sich ihm gegenüber als die Schwester von „F“ zu erkennen gibt und ihm davon erzählt, dass „F“ seit Halloween als vermisst gilt. „M“ macht sich auf die Suche nach ihr. Auf seiner Suche macht er die Bekanntschaft zahlreicher Menschen, die „F“ als eine völlig andere Person beschreiben als die, die er zu kennen glaubte. Nach und nach kommt „M“ der Wahrheit hinter „F“ und ihrem Schicksal auf die Spur. Doch dadurch gerät sein eigentlich ruhiges Leben immer mehr aus den Fugen, auch weil er im Zuge seiner Nachforschungen zunehmend in die Probleme anderer verwickelt wird.

## Besetzung
| Rolle               | Schauspieler |
| ------------------- | ------------ |
| Krimiautor „M“      | Hiroshi Abe  |
| „F“                 | Machiko Ono  |
| Kaoru               | Chara        |
| Fukuo               | Kankurō Kudō |
| Schwester von „F“   | Miki Sakai   |
| Geheimnisvolle Frau | Yūko Ōshima  |

## Episodenliste
| Nr. | Deutscher Titel                                 | Originaltitel                            | Erstveröffentlichung (Japan) | Deutschsprachige Erstveröffentlichung (D/A/CH) |
| --- | ----------------------------------------------- | ---------------------------------------- | ---------------------------- | ---------------------------------------------- |
| 1   | Ich frage nur ungern, aber hast du sie getötet? | まさかとは思うけど、殺してないですよね？ | 14. Sep. 2022                | 14. Dez. 2022                                  |
| 2   | Hast du keine Freunde?                          | 友達いないんですか？                     | 21. Sep. 2022                | 14. Dez. 2022                                  |
| 3   | Ich werde dir alle Gelenke brechen              | あなたの関節を全部折ります               | 28. Sep. 2022                | 14. Dez. 2022                                  |
| 4   | Ich möchte dich irgendwohin mitnehmen           | 一緒に行きたいところがあるの             | 5. Okt. 2022                 | 14. Dez. 2022                                  |
| 5   | Der beste Tag des Jahres                        | 一年でいちばん楽しい日                   | 12. Okt. 2022                | 14. Dez. 2022                                  |
| 6   | Alles ändert sich                               | 変わっていくんですよ、全部               | 19. Okt. 2022                | 14. Dez. 2022                                  |
| 7   | Bist du jetzt zufrieden?                        | それで、貴女たちはいま、幸せ？           | 26. Okt. 2022                | 14. Dez. 2022                                  |
| 8   | Diese Lüge ist auch was wert                    | その嘘には値打ちがあるよ                 | 2. Nov. 2022                 | 14. Dez. 2022                                  |
| 9   | Ich denke, ich bin sehr weit gekommen           | すごく遠くに来た気がする                 | 9. Nov. 2022                 | 14. Dez. 2022                                  |
| 10  | Lass uns für immer Freunde bleiben              | ずっと友達でいてね                       | 16. Nov. 2022                | 14. Dez. 2022                                  |